# تششمة رشنو (مقاطعة دلفان)
تششمة رشنو (بالفارسية: چشمه رشنو) هي قرية تقع في Nurabad Rural District في إيران. يقدر عدد سكانها بـ 185 نسمة بحسب إحصاء 2016.